# Mali Lošinj
Mali Lošinj er en by i det kroatiske distriktet Primorje-Gorski Kotar. Det er den største by på øen Lošinj, med 8.388 indbyggere i 2001. Navnet mali betyder egentlig «lille» eller «mindre» , men byen er alligevel større end nabobyen Veli Lošinj (Store Lošinj). 
Byen ligger i en bred og godt beskyttet bugt  på den sydøstlige del af øen. Turisme er vigtigste erhverv og der er flere hoteller og ferieanlæg i og omkring  byen, bl.a. en stor campingplads med ca. 1300 pladser